# 勘弁
| ウィキペディアには「勘弁」という見出しの百科事典記事はありません（タイトルに「勘弁」を含むページの一覧/「勘弁」で始まるページの一覧）。 代わりにウィクショナリーのページ「勘弁」が役に立つかもしれません。 |